# Ормож
Ормож (на словенски: Ormož; на унгарски: Ormosd; на немски: Friedau) е град в Словения, Подравски регион. Административен център на община Ормож. Според Националната статистическа служба на Република Словения през 2015 г. градът има 2095 жители.

## Личности

### Родени в Ормож
- Божидар Борко (1896 – 1980) – словенски писател
- Станко Цанкар (1900 – 1977) – словенски теолог